# آلکس تیشیرا
آلکس تشیرا (به پرتغالی: Alex Teixeira) هافبک اهل برزیل است که در شهر ریو دوژانیرو و در تاریخ ۶ ژانویهٔ ۱۹۹۰ به دنیا آمده‌است.
تشیرا در تیم‌های فوتبال واسکو دوگاما ،شاختار دونتسک سابقهٔ حضور دارد. وی در سال ۲۰۱۶ به جیانگسو سونینگ چین پیوست.